# Asiagomphus somnolens
Asiagomphus somnolens е вид водно конче от семейство Gomphidae.

## Разпространение
Видът е разпространен в Китай (Пекин).